# بين سارجنت
بين سارجنت (بالإنجليزية: Ben Sargent)‏ هو رسام كارتون وصحفي أمريكي، ولد في 26 نوفمبر 1948.